# 章台柳
《章台柳》是一部粵劇，編劇為蘇翁，曾於香港大會堂音樂廳上映，由市政局主辦。

## 出場序
- 李寶瑩飾柳惜青
- 梁鳳儀飾銀箏
- 賽麒麟飾侯希逸
- 尤聲普飾沙咤利
- 吳漢英飾花雲龍
- 羅家英飾韓翊
- 李艷冰飾三娘
- 盧洪光飾史思明